# ۵۷۲ (پیش از میلاد)
۵۷۲ (پیش از میلاد) ۵۷۲مین سال قبل از تقویم میلادی است.